# Gabria
Gabria (in sloveno Gaberje) è un paese della Slovenia, insediamento (naselje) del comune di Aidussina.
La località, che si trova a 191,3 m s.l.m. ed a 21,6 km dal confine italiano, è situata sulle colline del Vipacco (Vipavski griči) a 8,7 km dal capoluogo comunale. È capoluogo di una delle 28 comunità locali in cui si suddivide il comune.

L'insediamento è costituito anche dagli agglomerati di Spodnji Konec e Gornji Konec.

## Storia
Dopo la caduta dell'Impero romano d'Occidente, e la parentesi del Regno ostrogoto, a seguito della Guerra gotica promossa dall'imperatore Giustiniano I entrò a far parte del Prefettura del pretorio d'Italia in mano ai bizantini.

Anche dopo la calata, nel 568, attraverso la Valle del Vipacco nell'Italia settentrionale dei Longobardi, seguiti poi da popolazioni slave, rimase nell'Istria bizantina.
Annientati i Longobardi nel 781, Carlo Magno, re dei Franchi, nel 788 occupò anche l'Istria bizantina inglobandola nel Regnum Italiae.
 
Nell'803 venne istituita la Marchia Austriae et Italiae che comprendeva il Friuli, la Carinzia, la Carniola e l'Istria; l'Istria venne così a far parte della Marca del Friuli come comitatus o contea.

Alla morte di Pipino nell'810, il territorio passò in mano al figlio Bernardo.

Con la morte di Carlo Magno nell'814 la carica imperiale passò a Ludovico I; questi, dopo aver deposto il nipote Bernardo, affidò poi il Regnum Italiae al suo primogenito Lotario, il quale già nell'828 (dopo aver deposto Baldrico, ultimo duca del Friuli, per non aver saputo difendere le frontiere orientali dagli Slavi) divise la parte orientale del Regno, in quattro contee (divenute poi marche): Verona, Friuli, Carniola e Istria (comprendente il Carso e parte della Carniola interna). Da allora le contee del Friuli e dell'Istria vennero conglobate nella nuova “marca d'Aquileia”, come parte del Regno d'Italia.
In seguito al Trattato di Verdun, nell'843, il suo territorio entrò a far parte della Francia Media in mano a Lotario I e più specificatamente dall'846 della Marca del Friuli, in mano al marchese Eberardo a cui succedettero prima il figlio Urnico e poi l'altro figlio Berengario; anche dopo i trattati di Prüm e Meerssen rimase nel Regnum Italicum.
Cessato il dominio franco con la deposizione di Carlo il Grosso, Berengario, divenuto re d'Italia, passò il marchesato aquileiese al suo vassallo Vilfredo che venne poi nell'895 da lui nominato marchese del Friuli e dell'Istria.
Nel 952 l'imperatore Ottone I obbligò il re d'Italia Berengario II a rinunciare alle contee "Friuli et Istria" subordinandole al Ducato di Baviera tenuto dal suo fratellastro Enrico I; nel 976 passò al Ducato di Carinzia appena costituito dall'imperatore Ottone II.
Nel 1077 passò al Principato ecclesiastico di Aquileia e poi ai Conti di Gorizia, in quanto "advocati" del patriarca, che acquisirono gradualmente una larga parte di tali territori, frazionati in feudi minori fra i loro ministeriali, i veri e propri strumenti di governo comitale sul Carso e la vicina Istria.
Con il trattato di Schönbrunn (1809) entrò a far parte delle Province Illiriche.
Col Congresso di Vienna nel 1815 tornò in mano asburgica come comune autonomo nella Contea di Gorizia e Gradisca (a sua volta inquadrata nel Regno d'Illiria sino al 1849 e successivamente nel Litorale austriaco). Il comune includeva anche il vicino villaggio di Bragnizza (Gorenja Branica, Dolenci o Dolanci). La località era nota in questo periodo col toponimo italiano di Gabria e con quelli sloveni di Gaberje o Gabrije.
Nel 1920, in seguito alla prima guerra mondiale e al Trattato di Rapallo, il comune fu annesso al Regno d'Italia come il resto della Venezia Giulia. Il nome del paese venne dapprima modificato in Gaberie, per essere nuovamente rinominata Gabria nel 1923. La circoscrizione territoriale rimase la medesima che in epoca asburgica, continuando a includere la frazione di Dolauci/Dolanzi (Gorenja Branica). Dal punto di vista amministrativo il comune venne inizialmente inquadrato nella provincia di Gorizia passando nel 1923, allo scioglimento di questa, alla provincia del Friuli e quindi nuovamente alla ricostituita provincia di Gorizia nel 1927. Gabria fu comune autonomo fino al 1928 quando il comune fu soppresso e il suo territorio fu aggregato a San Daniele del Carso.
Nel 1947, in seguito alla seconda guerra mondiale e ai Trattati di Parigi, la località passò alla Jugoslavia. Dal 1991 fa parte della Slovenia.

## Alture principali
Svetega Petra hrib, 352 m; Ostri vrh, 422 m; Tibot, 392 m; Trešnik, 404 m

## Corsi d'acqua
Branica.